# DARVO
DARVO — сокращение от английских слов, означающих «отрицать, атаковать и менять местами жертву и обидчика» (Deny, Attack, and Reverse Victim and Offender). Так называют типичную стратегию психологических злоупотреблений (абьюза). Обидчик отрицает, что насилие когда-либо имело место, нападает на жертву за попытку привлечь его к ответственности и утверждает, что он, обидчик, на самом деле является жертвой в данной ситуации, таким образом меняя местами жертву и агрессора. Обычно это подразумевает не только «изображение из себя жертвы», но и обвинение настоящей жертвы. Данная тактика напоминает некоторые механизмы, которые передавались субкультурно и были причиной институциональных злоупотреблений, продолжавшихся на протяжении тысячелетий, таких как феномены антииудаизма или антисемитизма.

## Происхождение
Аббревиатура впервые встречается в работе психолога Дженнифер Фрейд, чья веб-страница ссылается на статью, объясняющую, что первая стадия DARVO — отрицание — включает газлайтинг.

Дженнифер Фрейд пишет:
…Я заметила, что настоящие абьюзеры угрожают, запугивают и создают кошмар для любого, кто считает их ответственными или просит их изменить своё жестокое поведение. Эта атака, направленная на то, чтобы остановить и запугать, обычно включает в себя угрозы судебного иска, явные и скрытые атаки на авторитет сообщившего о насилии и т. д. Атака часто принимает форму высмеивания человека, который пытается привлечь агрессора к ответственности. […] Абьюзер быстро создаёт впечатление, что он сам является жертвой, а потерпевший или заинтересованный наблюдатель — агрессором, переворачивая ситуацию с ног на голову. […] Преступник как бы сам предстаёт жертвой правонарушения, и, таким образом, лицо, пытающееся привлечь виновного к ответственности, вынуждено защищаться.

## Примеры
- Поведение Ар Келли во время интервью, связанного с возбуждением против него уголовного дела по обвинению в сексуальном насилии в отношении несовершеннолетних[6].
- Поведение президента США Дональда Трампа при защите от обвинений в сексуальных домогательствах, а также при защите от обвинений в других его проступках[7][8].
- Харви Вайнштейн в интервью 2017 года обвинил своих жертв в газлайтинге[9].

## В популярной культуре
В эпизоде «Финал сезона» мультсериала «Южный Парк» персонаж-заключённый звонит президенту Трампу за советом. Президент объясняет ему принцип DARVO и инструктирует, как следует пользоваться этим приёмом.